# 赫盧霍瓦河
49°40′59″N 18°39′23″E / 49.68306°N 18.65639°E

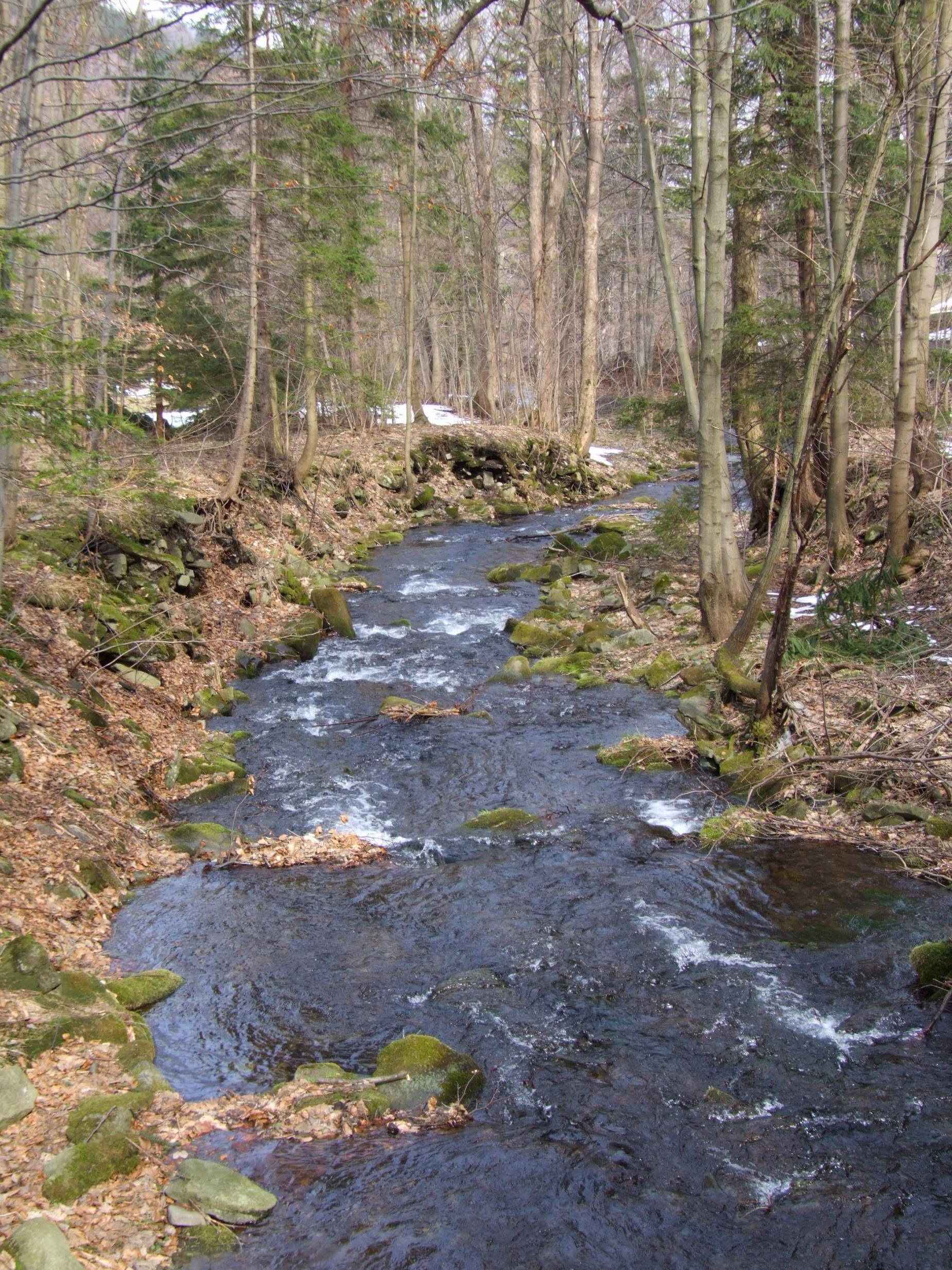

赫盧霍瓦河是捷克的河流，位於該國東部摩拉維亞-西里西亞州，屬於奧爾扎河的右支流，鄰近與波蘭接壤的邊境，河道全長13公里，流域面積37平方公里。